# Klaus Käppeler

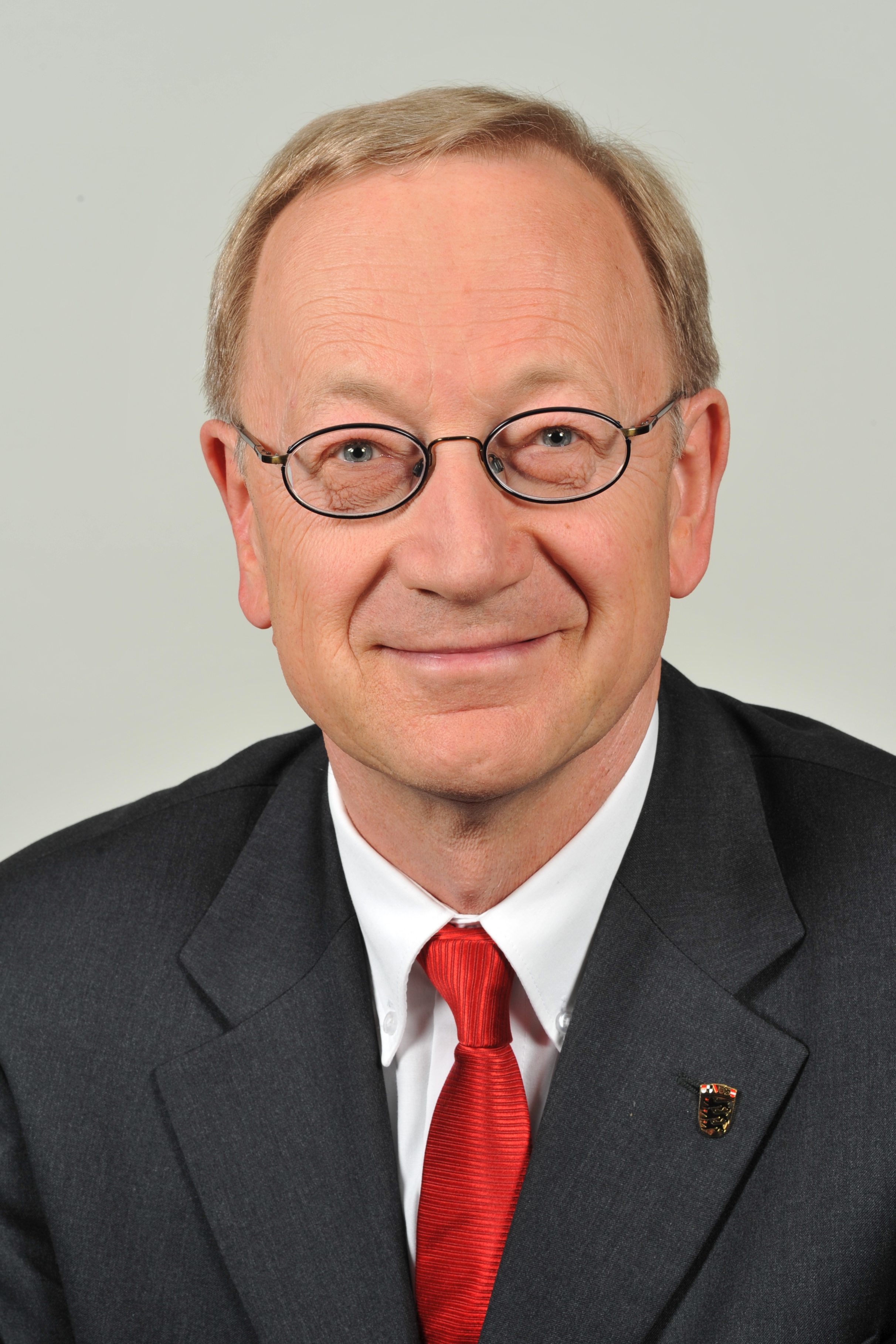
Klaus Käppeler 2013

Klaus Käppeler (* 5. Oktober 1954 in Überlingen am Bodensee) ist ein deutscher SPD-Politiker und ehemaliges Mitglied des Landtags von Baden-Württemberg.

## Ausbildung und Beruf
Klaus Käppeler studierte nach der Grundschule in Nesselwangen, einem Teilort von Überlingen, und dem Gymnasium in Überlingen von 1974 bis 1977 an der Pädagogischen Hochschule in Weingarten. Seine Studienfächer waren Englisch und Geschichte, sein Neigungsfach Technik. Er arbeitete als Lehrer an der Grund- und Nachbarschaftshauptschule in Wurmlingen und an der Münsterschule in Zwiefalten. Seit dem Schuljahr 2007/2008 war er bis zum Schuljahr 2019/2020 Rektor der Hohensteinschule, einer Grund- und Hauptschule in Hohenstein mit rund 200 Schülern.

## Politische Tätigkeit
Klaus Käppeler trat 1980 in die SPD ein und ist seit 1985 Ortsvereinsvorsitzender in Zwiefalten. Seit 1992 war er mehrfach Delegierter bei Landesparteitagen. Von 1993 bis 2006 war er stellvertretender Vorsitzender im SPD-Kreisverband Reutlingen. Dieses Amt hat er wieder seit 2009 inne.
Klaus Käppeler ist seit 1989 Gemeinderat in Zwiefalten. Bei der Kommunalwahl 2009 erreichte er das beste Stimmergebnis aller Kandidaten. Seit 2004 gehört Käppeler dem Kreistag in Reutlingen an. Dort war er ordentliches Mitglied des Ausschusses für technische Fragen und Umweltschutz AtU.
Außerdem war er Wahlkampfleiter und zweiter Kandidat im Landtagswahlkampf 1996 sowie Wahlkampfleiter im Bundestagswahlkampf 1998 im Wahlkreis Reutlingen. Im Jahr 2000 wurde er als Kandidat für die Landtagswahl im Wahlkreis Hechingen-Münsingen nominiert. Bei der darauf folgenden Landtagswahl zog er über ein Zweitmandat in den Landtag ein.  In seiner ersten Wahlperiode war er im Ausschuss Schule, Jugend und Sport, im Ausschuss Ländlicher Raum und Landwirtschaft sowie im Medienrat der Landesanstalt für Kommunikation (LfK) tätig. Bei der Landtagswahl 2006 verfehlte er die notwendige Stimmenzahl für den Wiedereinzug in den Landtag knapp, bei der Landtagswahl 2011 erhielt er aber erneut ein Zweitmandat. Er gehörte wieder den Ausschüssen Schule, Jugend und Sport sowie Ländlicher Raum und Verbraucherschutz an und wirkte in der Regierungsfraktion u. a. aktiv an den Reformen im Bildungswesen mit. Bei den Landtagswahlen 2016 und 2021 verfehlte er den Wiedereinzug in den Landtag.

## Familie und Privates
Klaus Käppeler ist römisch-katholisch. Er ist verheiratet mit Gundi Käppeler geborene Hoffmann; sie haben drei erwachsene Söhne.